# Bewitched
Bewitched (in Nederland ook wel: De schone heks) is een Amerikaanse sitcom die van 1964 tot 1972 werd uitgezonden op ABC. In de serie zijn Elizabeth Montgomery, Dick York (1964-1969), Dick Sargent (1969-1972) en Agnes Moorehead te zien. De serie werd over de hele wereld uitgezonden en is de langst lopende televisieserie met een bovennatuurlijk thema uit de jaren zestig en zeventig. De hoofdrolspeelster Elizabeth Montgomery werd op 4 januari 2008 postuum geëerd met een ster op de Hollywood Walk of Fame.

## Verhaal
De serie, een romantische komedie, gaat over de huwelijksperikelen van Samantha en haar echtgenoot, Darrin Stephens. Hoewel Darrin een gewoon mens is, is Samantha een neustrillende heks. Terugkerend thema is dat Darrin zijn echtgenote verbiedt te toveren als het erom gaat om háár problemen op te lossen. Dit wisselt hij af met haar te gebieden om te toveren als het erom gaat om zíjn problemen op te lossen. Hij start heel vaak een 'discussie' met Samantha; tegen het eind van de aflevering is echter alles weer in orde.
Samantha's moeder Endora is ook een heks; zij kijkt neer op gewone stervelingen in het algemeen en Darrin in het bijzonder. Zij noemt hem hoogstzelden bij zijn naam, maar veelal bij een fantasienaam (Darwin, Durwood, etc) dan wel "what's-his-name" of "dum-dum". Wel is het zo dat Darrin geen gelegenheid voorbij laat gaan tot gratuite beledigingen aan het adres van Endora, die daarop veelal reageert met een betovering.
Darrin werkt voor het advertentiebureau McMann and Tate. Zijn door geld geobsedeerde en volkomen opportunistische baas, Larry Tate, komt veelvuldig voor in de serie en is dan een bron van problemen. Soms weet Larry's echtgenote Louise een en ander te verzachten. 
Andere regelmatig terugkerende figuren zijn diverse familieleden van Samantha, zoals dochter Tabitha,  identieke nicht Serena, tante Clara, oom Arthur, vader Maurice, etc. Verder de buren, het echtpaar Kravitz.
In de loop van de seizoenen wordt Samantha er steeds handiger in problemen te vermijden door Darrin of Larry tijdig te misleiden.

## Achtergrond

### Productie
Sol Saks, die vaak gezien wordt als de bedenker van de serie, schreef de pilotaflevering, maar was niet betrokken bij de rest van de serie. Aanvankelijk was Danny Arnold verantwoordelijk voor de productie van de serie. Hij bedacht de stijl, ondertoon en bijpersonages voor de serie. Arnold, die al ervaring had met McHale's Navy en andere shows, zag Bewitched in eerste instantie als een sitcom over een gemengd huwelijk. In de door hem gemaakte afleveringen bleef het magische element vaak een beetje op de achtergrond. In elke aflevering kwamen maar een of twee spreuken voor om de plot op gang te helpen, en vaak loste Samantha de problemen zonder haar magie op. Ook werden in het eerste seizoen vaak bovennatuurlijke gebeurtenissen gebruikt als allegorie voor problemen in het echte leven die een jong koppel tegen kan komen.
Arnold verliet de serie na seizoen 1, waarna Jerry Davis het van hem overnam. Hij produceerde het tweede seizoen samen met Bernard Slade als hoofdschrijver van de scripts.
Begin seizoen 3 vertrokken zowel Davis als Slade. William Froug nam het productiewerk over. Beginnend bij dit seizoen werd de serie voortaan in kleur opgenomen. Froug, die voorheen producer was van Gilligan's Island, was niet erg bekend met Bewitched. Froug hield het ook niet langer dan een jaar vol als producer. Nadat hij vertrok nam William Asher de productie over. Hij bleef producer tot het einde van het seizoen.

### Unieke elementen
Bewitched was uniek als televisieserie midden jaren 60 gezien het feit dat het draaide om een getrouwd koppel dat vervreemd was van de ouders van een van de twee (Samantha). Samantha en Darrin Stephens waren het eerste live-action tv-koppel waarvan de acteurs in het echte leven niet waren getrouwd.

### Veranderingen
De show was gedurende de eerste vijf seizoenen een succes, maar verloor vanaf seizoen zes wat kijkers toen Dick York, die de rol van Darrin Stephens vertolkte, de serie moest verlaten vanwege rugklachten. Toen hij vertrok werd Ray Fulmer van Hazel genoemd als mogelijke vervanger, maar de rol werd uiteindelijk gegeven aan Dick Sargent. Hij was oorspronkelijk de eerste keus voor de rol, maar kon toen de serie in 1964 begon de rol niet nemen omdat hij al een contract had bij een andere serie. Hoewel hij fysiek sterk leek op York, was zijn versie van Darrin duidelijk anders qua persoonlijkheid.
Het plotselinge vertrek van York zorgde ervoor dat veel scripts herschreven moesten worden, en de productie enige vertraging opliep.
In 1966 werd in de show het eerste kind van Samantha en Darrin geïntroduceerd: Tabitha. Aanvankelijk werd de rol om beurten vertolkt door de tweeling Diane en Erin Murphy, maar omdat zij in de loop der jaren steeds minder op elkaar leken kreeg uiteindelijk alleen Erin de rol. De Tates' zoon Jonathan, die 1,5 jaar ouder was dan Tabitha, werd na de introductie van Tabitha nog maar zelden gezien. Hij verscheen voor het laatst in seizoen 7. In 1969 introduceerde Bewitched Adam Stephens, gespeeld door Greg en David Lawrence.
In 1968 stierf actrice Marion Lorne, die de rol van Tante Clara vertolkte. Daarom zagen de producers zich genoodzaakt een vervangend personage te introduceren. Dit werd Esmeralda, gespeeld door Alice Ghostley.
Begin seizoen 7 en 8 speelde de show zich tijdelijk af in Salem en in Europa. Dit omdat de set van de woonkamer, waar de serie zich normaal afspeelde, deels was verwoest door brand.

## Rolverdeling

### Reguliere personages
- Elizabeth Montgomery als Samantha Stephens
- Dick York als Darrin Stephens (1964-1969)
- Dick Sargent als Darrin Stephens (1969-1972)
- Agnes Moorehead als Endora, moeder van Samantha
- David White als Larry Tate, baas van Darrin McMann and Tate
- Alice Pearce als Gladys Kravitz (1964-1966)
- Sandra Gould als Gladys Kravitz (1966-1971)
- George Tobias als Abner Kravitz (1964-1971)
- Erin Murphy als Tabitha Stephens, dochter van Darrin en Samantha (1966-1972)
- Diane Murphy als Tabitha Stephens (1966-1968)
- Greg en David Lawrence als Adam Stephens, zoon van Darrin en Samantha (1970-1972)
- Marion Lorne als Aunt Clara, tante van Samantha (1964-1968)
- Irene Vernon als Louise Tate, vrouw van Larry (1964-1966)
- Kasey Rogers als Louise Tate (1966-1972)

### Terugkerende personages
- Maurice Evans als Maurice, vader van Samantha
- Alice Ghostley als Esmeralda, huishoudster van Samantha en Darrin (1969-1972)
- Bernard Fox als Dr. Bombay, de arts (1967-1972)
- Elizabeth Montgomery als Serena, gecrediteerd als Pandora Spocks (1966-1972)
- Paul Lynde als Oom Arthur, oom van Samantha en broer van Endora (1965-1971)
- Mabel Albertson als Phyllis Stephens, moeder van Darrin (1964-1971)
- Robert F. Simon als Frank Stephens, vader van Darrin (1964-1967 en 1971)
- Roy Roberts als Frank Stephens (1967-1970)

## Spin-offs
- In 1965 begon Dell Comics met de publicatie van een stripserie over Bewitched. Deze serie liep veertien delen.
- In 1972 maakte Hanna-Barbera Productions de animatieserie Tabitha and Adam and the Clown Family, die draaide om een tienerversie van Tabitha.
- In 1977 verscheen de serie Tabitha, die draaide om de volwassen Tabitha.
- In 2005 verscheen de film Bewitched, met in de hoofdrollen Nicole Kidman en Will Ferrell.

## Remakes
In verschillende landen zijn remakes gemaakt van de serie. Begin 2007 verscheen in Argentinië de remake Hechizada. In Japan verscheen in 2004 de remake Oku-sama wa majo (mijn vrouw is een heks), wat een coproductie was tussen TBS en Sony Pictures Entertainment. In Chili werd een remake getiteld La Hechizada uitgezonden door Megavisión.